# Cosmic Despair
Cosmic Despair war eine von 2010 bis 2013 aktive Funeral-Doom-Band.

## Geschichte
Cosmic Despair entstand als multinationales Nebenprojekt der Musiker der Gothic-Metal-Band Ecliptic Dawn und der Dark-Metal-Band Gurthang. Der polnische Gitarrist und Schlagzeuger Krzysiek „Azathoth“ Ponieważ, der norwegische Bassist und Sänger und der syrische Keyboarder Sam spielten unter dem Bandnamen eine Split-EP mit Gurthang ein die 2010 im Selbstverlag erschien. Im Jahr 2012 veröffentlichte das Label Marche Funebre Productions das wenig beachtete Album Celebration of the Wake. Alsbald beendeten die Musiker die Aktivitäten mit Cosmic Despair und konzentrierten sich auf andere Projekte. Das Album wurde derweil als mäßige bis gute Veröffentlichung im Genre beurteilt. Dominik Sonders beschrieb das Album für Doom-Metal.com als eines ohne besonderen Wert. An anderer Stelle wurde Celebration of the Wake attestiert es sei „ein guter Einstieg in den Bereich des Funeral Doom Metal […], da die Untergangsstimmung durch die romantische Ader nicht gleich so überwältigend beim Hörer ankommt.“

## Stil
Die Gruppe nannte ihre Musik „Romantic Funeral Doom“. Die Selbstkategorisierung wird in Besprechungen aufgegriffen und gelegentlich bestätigt. Als romantisches Element wird das prominente Keyboardspiel herausgestellt. „Die zähen Riffs, die in ultralangsamen Tempo hier zelebriert werden, reichern die drei Musiker aus Polen und Norwegen mit klassischen und symphonischen Keyboard-Elementen an, die dem ganzen eine Art romantischen Anstrich verpassen.“ Dabei sei die Gruppe musikalisch deutlich an Thergothon orientiert und „versucht sogar, den unmenschlich tiefen, rülpsenartigen Gesangsstil des finnischen Kultakts nachzuahmen, aber es klingt nur äußerst gezwungen und unnatürlich.“

## Diskografie
- 2010: Journey to the World of Nether (Split-EP mit Gurthang, Selbstverlag)
- 2012: Celebration of the Wake (Album, Marche Funebre Productions)